# Darko Micevski
Darko Micevski (en macedonio: Дарко Мицевски; Skopie, 12 de abril de 1994) es un futbolista macedonio que juega en la demarcación de centrocampista para el FK Vardar de la Primera División de Macedonia del Norte.

## Selección nacional
Tras jugar con la selección de fútbol sub-17 de Macedonia del Norte, la sub-19 y la sub-21, finalmente debutó con la selección absoluta el 14 de octubre de 2020. Lo hizo en un partido de la Liga de las Naciones de la UEFA contra Georgia que finalizó con un resultado de empate a uno tras el gol de Khvicha Kvaratskhelia para Georgia, y de Ezgjan Alioski para Macedonia del Norte.

## Clubes
| Club             | País                | Año       | Partidos | Goles |
| ---------------- | ------------------- | --------- | -------- | ----- |
| FK Sevojno       | Serbia              | 2009      | 0        | 0     |
| FK Sloboda Užice | Serbia              | 2010      | 0        | 0     |
| FK Rabotnički    | Macedonia del Norte | 2011-2012 | 32       | 0     |
| FK Teteks        | Macedonia del Norte | 2013      | 19       | 1     |
| OFK Beograd      | Serbia              | 2013-2015 | 42       | 4     |
| FK Teteks        | Macedonia del Norte | 2015      | 0        | 0     |
| FK Novi Pazar    | Serbia              | 2016      | 32       | 0     |
| FC Minsk         | Bielorrusia         | 2017      | 32       | 0     |
| Nejmeh SC        | Líbano              | 2018      | 11       | 1     |
| FK Vardar        | Macedonia del Norte | 2018-2021 | 71       | 15    |
| FK RFS           | Letonia             | 2021      | 25       | 3     |
| FK Vardar        | Macedonia del Norte | 2022-     | 10       | 3     |

## Palmarés

### Campeonatos nacionales
| Título            | Club      | País                | Año  |
| ----------------- | --------- | ------------------- | ---- |
| Copa de Macedonia | FK Teteks | Macedonia del Norte | 2013 |